# Натбуш
Натбуш (енгл. Nutbush) је малена рурална заједница у западном делу америчке савезне државе Тенеси, у округу Хејвуд.
Насеље Натбуш основали су у 19. веку досељеници из Вирџиније и Северне Каролине. Основу привредне активности у селу данас чини узгој памука који се уједно и прерађује у јединој локалној фабрици. Према подацима регистрације становника из 2000. године у насељу је живело 259 становника.
Натбуш је најпознатији као родно место једне од најпопуларнијих америчких певачица Тине Тарнер која је свом родном месту посветила песму Nutbush City Limits из 1973. године. Њој у част део државног ауто-пута SR 19 који пролази у близини овог насеља (у дужини од 69 км) носи њено име Аутопут Тине Тарнер (Tina Turner Highway).

## Становништво
| Група             | 2000. | 2010. |
| Белци             |       |       |
| Афроамериканци    |       |       |
| Азијати           |       |       |
| Хиспаноамериканци |       |       |
| Укупно            |       |       |